# Fredrik Norrena
Fredrik Jan Elis Norrena (* 29. November 1973 in Jakobstad) ist ein ehemaliger finnischer Eishockeytorwart und derzeitiger -trainer, der zuletzt bei TPS Turku in der finnischen SM-liiga spielte.

## Karriere
Der Finnlandschwede Fredrik Norrena startete seine Profikarriere in der finnischen SM-liiga bei TPS Turku (1992 bis 1997). Er wechselte zur Saison 1997/98 nach Schweden zu AIK Stockholm, spielte danach wieder in Finnland bei Lukko Rauma. Von dort wechselte er zu seinem alten Verein TPS Turku (1998 bis 2002). 2002/03 spielte er bei dem schwedischen Verein Västra Frölunda in Göteborg. Seit 2003/2004 spielte der bei Linköping HC in Schweden.
An 213. Stelle im siebten Durchgang beim NHL Entry Draft 2002 wurde er von den Tampa Bay Lightning gezogen und erhielt im Mai 2006 einen einjährigen Entry-Level-Vertrag bei Lightning. Doch kurz darauf tauschte Tampa Bay in einem Transfergeschäft Norrena zusammen mit Fredrik Modin gegen Marc Denis von den Columbus Blue Jackets.
In Columbus begann er die Saison 2006/07 als Back-up-Goalie hinter Pascal Leclaire, doch nachdem sich Leclaire im Dezember 2006 verletzte und langfristig ausfiel, übernahm Norrena über weite Teile der Saison den Posten als Stammtorhüter, musste in der Saison 2007/08 aber wieder Leclaire den Vortritt lassen. Die Saison 2008/09 begann Norrena zwar im Kader der Blue Jackets, doch setzten sich Leclaire und Rookie Steve Mason als Torhütergespann durch. Norrena wurde daraufhin im Dezember 2008 in die American Hockey League zum Farmteam von Columbus, den Syracuse Crunch, geschickt. Nur kurz darauf unterschrieb er einen Vertrag in Russland bei Ak Bars Kasan aus der Kontinentalen Hockey-Liga.
Zwischen 2009 und 2013 war er in der schwedischen Elitserien beim Linköping HC und den Växjö Lakers aktiv, ehe er im Juni 2013 für eine Spielzeit von seinem Heimatverein TPS Turku verpflichtet wurde. Anschließend beendete der Torwart seine aktive Karriere und arbeitete in den folgenden zehn Jahren in verschiedenen Trainerpositionen bei TPS – sowohl bei den Profis als auch im Nachwuchs. Vor der Saison 2023/24 wurde Norrena als Assistenztrainer von den Kölner Haien aus der Deutschen Eishockey Liga verpflichtet, nachdem sich diese zuvor die Dienste seines Landsmanns Kari Jalonen auf dem Cheftrainerposten gesichert hatten.

### International
Norrena nahm an den Weltmeisterschaften der Jahre 2002, 2004, 2005, 2006 und 2007 sowie an den Olympischen Winterspielen 2006 teil.

## Erfolge und Auszeichnungen
- 1993 Europapokal-Gewinn mit TPS Turku
- 1999 Finnischer Meister mit TPS Turku
- 2000 Finnischer Meister mit TPS Turku
- 2001 Finnischer Meister mit TPS Turku
- 2009 Gagarin-Pokal-Gewinn mit Ak Bars Kasan
- 2025 Deutscher Vizemeister mit den Kölner Haien (als Assistenztrainer)

### International
- 2006 Silbermedaille bei den Olympischen Winterspielen
- 2006 Bronzemedaille bei der Weltmeisterschaft
- 2007 Silbermedaille bei der Weltmeisterschaft